# Sant’Arcangelo Trimonte
Sant’Arcangelo Trimonte község (comune) Olaszország Campania régiójában, Benevento megyében.

## Fekvése
A megye délkeleti részén fekszik, 70 km-re északkeletre Nápolytól, 13 km-re keletre a megyeszékhelytől. Határai: Apice, Buonalbergo és Paduli.

## Története
A település az ókori római Via Traiana egyik fontos állomása volt. A mai települést valószínűleg a 7. században alapították albán telepesek. A következő századokban nemesi birtok volt. A 19. században nyerte el önállóságát, amikor a Nápolyi Királyságban felszámolták a feudalizmust.

## Népessége
A népesség számának alakulása:

## Főbb látnivalói
- Santa Maria Maggiore-templom